# Ceceliivka, Petrove
Ceceliivka (în ucraineană Чечеліївка) este localitatea de reședință a comunei Ceceliivka din raionul Petrove, regiunea Kirovohrad, Ucraina.

## Demografie
Componența lingvistică a localității Ceceliivka
     Ucraineană (97,65%)
     Rusă (1,36%)
     Alte limbi (0,86%)
Conform recensământului din 2001, majoritatea populației localității Ceceliivka era vorbitoare de ucraineană (97,65%), existând în minoritate și vorbitori de rusă (1,36%).